# Noarograpsus
Noarograpsus is een geslacht van kreeftachtigen uit de klasse van de Malacostraca (hogere kreeftachtigen).

## Soort
- Noarograpsus lobulatus (Manuel, Gonzales & Basmayor, 1991)